# Damallsvenskan 2017
Damallsvenskan 2017 var Sveriges högsta division i fotboll för damer under säsongen 2017, och spelades under perioden 16 april–12 november 2017. Nykomlingar i serien var Limhamn Bunkeflo, som aldrig tidigare hade spelat i Damallsvenskan, och Hammarby IF som kom tillbaka efter att senast ha spelat i serien 2015.
Linköpings FC vann serien för andra året i rad, följda av FC Rosengård och Eskilstuna United på andra och tredje plats. Kvarnsvedens IK och KIF Örebro kom på elfte och tolfte plats, och spelar därmed i Elitettan under 2018. De ersätts med Växjö DFF och IFK Kalmar som kom etta respektive tvåa i Elitettan 2017.

## Lag och arenor
| Lag                  | Län             | Ort          | Arena              | Underlag  | Kapacitet | Kapacitet |
| -------------------- | --------------- | ------------ | ------------------ | --------- | --------- | --------- |
| Djurgårdens IF       | Stockholm       | Stockholm    | Stockholms stadion | Gräs      | 14 417    | [ 2 ]     |
| Eskilstuna United    | Södermanland    | Eskilstuna   | Tunavallen         | Konstgräs | 6 500     | [ 3 ]     |
| FC Rosengård         | Skåne           | Malmö        | Malmö IP           | Konstgräs | 5 700     | [ 4 ]     |
| Hammarby IF          | Stockholm       | Stockholm    | Zinkensdamms IP    | Konstgräs | 2 000     | [ 5 ]     |
| KIF Örebro           | Örebro          | Örebro       | Behrn Arena        | Konstgräs | 13 500    | [ 6 ]     |
| Kopparbergs/Göteborg | Västra Götaland | Göteborg     | Valhalla IP        | Konstgräs | 3 000     | [ 7 ]     |
| Kristianstads DFF    | Skåne           | Kristianstad | Vilans IP          | Gräs      | 5 000     | [ 8 ]     |
| Kvarnsvedens IK      | Dalarna         | Borlänge     | Ljungbergsplanen   | Konstgräs | 1 400     | [ 9 ]     |
| Limhamn Bunkeflo     | Skåne           | Malmö        | Limhamns IP        | Konstgräs | 1 200     | [ 10 ]    |
| Linköpings FC        | Östergötland    | Linköping    | Linköping Arena    | Konstgräs | 8 300     | [ 11 ]    |
| Piteå IF             | Norrbotten      | Piteå        | LF Arena           | Konstgräs | 3 000     | [ 12 ]    |
| Vittsjö GIK          | Skåne           | Vittsjö      | Vittsjö IP         | Gräs      | 3 000     | [ 13 ]    |

| Anläggningar för Damallsvenskan 2017 ( ) | Anläggningar för Damallsvenskan 2017 ( ) | Anläggningar för Damallsvenskan 2017 ( ) | Anläggningar för Damallsvenskan 2017 ( ) |
| Djurgårdens IF                           | Eskilstuna United                        | FC Rosengård                             | Hammarby IF                              |
| ---------------------------------------- | ---------------------------------------- | ---------------------------------------- | ---------------------------------------- |
| Stockholms stadion Kapacitet: 14 417     | Tunavallen Kapacitet: 6 500              | Malmö IP Kapacitet: 5 700                | Zinkensdamms IP Kapacitet: 2 000         |
| Stockholms stadion                       | Tunavallen                               | Malmö IP                                 | Zinkensdamms IP                          |
| KIF Örebro                               | Kopparbergs/Göteborg                     | Kristianstads DFF                        | Kvarnsvedens IK                          |
| Behrn Arena Kapacitet: 13 500            | Valhalla IP Kapacitet: 3 000             | Vilans IP Kapacitet: 5 000               | Ljungbergsplanen Kapacitet: 1 400        |
| Behrn Arena                              | Valhalla IP                              | Bild saknas                              | Bild saknas                              |
| Limhamn Bunkeflo                         | Linköpings FC                            | Piteå IF                                 | Vittsjö GIK                              |
| Limhamns IP Kapacitet: 1 200             | Linköping Arena Kapacitet: 8 300         | LF Arena Kapacitet: 3 000                | Vittsjö IP Kapacitet: 3 000              |
| Limhamns IP                              | Linköping Arena                          | LF Arena                                 | Bild saknas                              |

## Tabeller

### Poängtabell
| Nr | Lag                  | S  | V  | O | F  | GM | IM | MS  | P  |
| -- | -------------------- | -- | -- | - | -- | -- | -- | --- | -- |
| 1  | Linköpings FC (RM)   | 22 | 16 | 3 | 3  | 45 | 24 | +21 | 51 |
| 2  | FC Rosengård         | 22 | 12 | 6 | 4  | 50 | 23 | +27 | 42 |
| 3  | Eskilstuna United    | 22 | 11 | 5 | 6  | 37 | 24 | +13 | 38 |
| 4  | Piteå IF             | 22 | 10 | 6 | 6  | 31 | 20 | +11 | 36 |
| 5  | Kristianstads DFF    | 22 | 9  | 4 | 9  | 33 | 26 | +7  | 31 |
| 6  | Djurgårdens IF       | 22 | 9  | 3 | 10 | 31 | 36 | −5  | 30 |
| 7  | Hammarby IF (U)      | 22 | 6  | 9 | 7  | 27 | 26 | +1  | 27 |
| 8  | Kopparbergs/Göteborg | 22 | 7  | 6 | 9  | 31 | 41 | −10 | 27 |
| 9  | Limhamn Bunkeflo (U) | 22 | 8  | 2 | 12 | 23 | 43 | −20 | 26 |
| 10 | Vittsjö GIK          | 22 | 5  | 8 | 9  | 24 | 30 | −6  | 23 |
| 11 | Kvarnsvedens IK      | 22 | 4  | 7 | 11 | 41 | 54 | −13 | 19 |
| 12 | KIF Örebro           | 22 | 2  | 7 | 13 | 21 | 47 | −26 | 13 |

### Resultattabell
| Hemma \ Borta        | DIF | EU  | FCR | HIF | KIF | K/G | KDFF | KIK | LB  | LFC | PIF | VGIK |
| Djurgårdens IF       | —   | 1–0 | 1–3 | 1–0 | 1–2 | 2–0 | 2–1  | 1–2 | 2–1 | 1–2 | 1–5 | 1–1  |
| Eskilstuna United    | 1–1 | —   | 3–2 | 1–0 | 2–1 | 1–5 | 2–1  | 4–1 | 4–0 | 0–2 | 0–1 | 2–1  |
| FC Rosengård         | 6–3 | 1–0 | —   | 0–1 | 2–2 | 5–0 | 1–0  | 7–2 | 3–0 | 2–2 | 0–0 | 2–2  |
| Hammarby IF          | 0–2 | 1–0 | 1–0 | —   | 6–1 | 0–0 | 1–1  | 2–1 | 1–2 | 1–3 | 0–1 | 2–0  |
| KIF Örebro           | 0–3 | 0–1 | 2–2 | 2–2 | —   | 0–1 | 1–0  | 3–3 | 1–2 | 1–4 | 0–0 | 0–0  |
| Kopparbergs/Göteborg | 1–0 | 0–1 | 1–1 | 3–3 | 1–0 | —   | 1–2  | 2–2 | 2–5 | 0–2 | 2–2 | 2–0  |
| Kristianstads DFF    | 1–2 | 1–1 | 2–1 | 0–0 | 3–2 | 5–2 | —    | 5–2 | 2–0 | 1–2 | 1–0 | 0–1  |
| Kvarnsvedens IK      | 2–2 | 2–2 | 1–3 | 3–3 | 3–1 | 3–3 | 1–2  | —   | 5–0 | 0–0 | 3–1 | 2–3  |
| Limhamn Bunkeflo     | 2–1 | 0–3 | 0–1 | 1–1 | 2–0 | 2–1 | 0–3  | 1–0 | —   | 0–1 | 1–1 | 0–2  |
| Linköpings FC        | 2–1 | 0–6 | 0–3 | 2–2 | 5–0 | 5–1 | 1–0  | 3–2 | 3–0 | —   | 2–3 | 1–0  |
| Piteå IF             | 0–1 | 2–2 | 0–2 | 2–0 | 2–0 | 0–1 | 2–1  | 3–0 | 4–1 | 0–1 | —   | 2–1  |
| Vittsjö GIK          | 4–1 | 1–1 | 0–3 | 0–0 | 2–2 | 0–2 | 1–1  | 3–1 | 2–3 | 0–2 | 0–0 | —    |

## Statistik
| Rank | Spelare             | Lag                  | Mål |
| ---- | ------------------- | -------------------- | --- |
| 1    | Tabitha Chawinga    | Kvarnsvedens IK      | 26  |
| 2    | Linda Sällström     | Vittsjö GIK          | 15  |
| 3    | Ella Masar          | FC Rosengård         | 13  |
| 4    | Marija Banusic      | Linköpings FC        | 11  |
| 4    | Pauline Hammarlund  | Kopparbergs/Göteborg | 11  |
| 4    | Mia Jalkerud        | Djurgårdens IF       | 11  |
| 4    | Mimmi Larsson       | Eskilstuna United    | 11  |
| 8    | Sanne Troelsgaard   | FC Rosengård         | 8   |
| 8    | Julia Zigiotti Olme | Hammarby IF          | 8   |
| 8    | Olivia Schough      | Eskilstuna United    | 8   |

| Rank | Spelare           | Lag                  | Assist |
| ---- | ----------------- | -------------------- | ------ |
| 1    | Alexandra Riley   | FC Rosengård         | 8      |
| 2    | June Pedersen     | Piteå IF Dam         | 7      |
| 3    | Filippa Angeldahl | Hammarby IF          | 6      |
| 3    | Lova Lundin       | Kvarnsvedens IK      | 6      |
| 5    | Lina Hurtig       | Linköpings FC        | 5      |
| 5    | Elin Rubensson    | Kopparbergs/Göteborg | 5      |
| 7    | 8 spelare         | 8 spelare            | 4      |